# Карраччи, Аннибале
Анни́бале Карра́ччи (итал. Annibale Carracci; 3 ноября 1560, Болонья — 15 июля 1609, Рим) — итальянский живописец, рисовальщик и гравёр, брат живописца Агостино Карраччи и двоюродный брат Лодовико Карраччи. Братья имели общую мастерскую и их совместная деятельность имела решающее значение для формирования болонской школы, оплота академического искусства в Италии XVI века. Аннибале «внёс решающий вклад в организацию Академии живописи в Болонье, а как живописец превосходил своих братьев».

## Биография
Аннибале Карраччи родился в Болонье, в семье Антонио, портного из Кремоны (Ломбардия), который переехал в Болонью со своим братом Винченцо, мясником по профессии, отцом Лодовико Караччи. О начальном обучении Аннибале ничего не известно, вопреки распространённому мнению, что он является учеником своего кузена Лодовико или Бартоломео Пассаротти, возможно, что это обучение проходило вне семейного круга. Начало сотрудничества с Лодовико и Агостино восходит к началу 1580-х годов, когда Аннибале было уже более двадцати лет, и он получил в 1583 году важный общественный заказ, что необычно для новичка.
В 1582 году Аннибале, его брат Агостино и его двоюродный брат Лодовико Карраччи открыли в Болонье мастерскую, которую некоторые сначала называли «Академией Стремящихся» (Accademia dei Desiderosi), а затем «Болонской Академией» — «Академией вступивших на правильный путь» (итал. Accademia degli Incamminati), или Академией Карраччи (Accademia Caraccesiana), открывшую путь академизму в европейском искусстве. Значение этой академии было велико, хотя и оценивается в истории искусства неоднозначно.
Болонская школа родилась как Accademia del Naturale, поскольку её целью было способствовать в искусстве воспроизведению реальности в соответствии с «правилами правдоподобия», почерпнутыми у Джорджо Вазари. Её целью было гарантировать полное обучение в теории и практике не только искусству, но и другим видам деятельности, считавшимся в то время вспомогательными, например изучению перспективы и пластической анатомии. В Академии учащиеся могли вживую рисовать с обнажённых моделей, что было запрещено церковью в период Контрреформации согласно решениям Тридентского собора (1545—1563). Однако рождение этой и других академий свидетельствует о стремлении художников встать наравне с учёными, поэтами и музыкантами, а не быть простыми ремесленниками.
Карьера Аннибале Карраччи во многом была связана его отношениями с братьями. Помимо индивидуального творчества, Аннибале постоянно сотрудничал в коллективных работах. Первой из них, в 1584 году, были росписи Палаццо Фава в Болонье. Согласно источникам и, в частности, книге Карло Чезаре Мальвазиа «Фельсина-художница: Жизнеописания болонских живописцев» (Lа Felsina Pittrice: Vite e ritratti de’ pittori Bolognesi, 1677—1678), эта работа изначально была поручена трём братьям благодаря посредничеству отца Аннибале и Агостино, который был доверенным лицом Филиппо Фава, владельца дома.
В Палаццо Фава братья Карраччи украсили две комнаты, изображающие «Историю Юпитера и Европы» в одной и «Историю Ясона и Медеи» в другой. Несмотря на усилия специалистов, различить работу каждого из художников в этом проекте затруднительно.
Между 1590 и 1592 годами Аннибале работал с Агостино и Лодовико над фризом «Истории основания Рима» в Палаццо Маньяни в Болонье.
В Парме (Эмилия-Романья) Карраччи изучал натуралистические приёмы живописи Корреджо, которые также использовал в своей дальнейшей работе. До 1595 года в творчестве Аннибале Карраччи преобладало влияние венецианской живописи, особенно Веронезе, Тинторетто и Бассано, что позволяет предположить его пребывание в Венеции в 1587—1588 годах.
В 1594 году Аннибале Карраччи вместе с братом Агостино был приглашён в Рим кардиналом Одоардо Фарнезе для оформления Палаццо Фарнезе фресковыми росписями на мифологические сюжеты. Вероятно, в сентябре или октябре 1595 года Карраччи окончательно переехал из Болоньи в Рим и поселился в Палаццо Фарнезе. Здесь его первым важным начинанием было украшение «камерино» первого этажа, так называемой Галереи Фарнезе, аллегорическими изображениями добродетелей Одоардо Фарнезе, главным образом на сюжеты мифа о Геракле, что уместно, поскольку в комнате в то время находилась знаменитая античная скульптура «Геркулеса Фарнезе». Росписи были осуществлены в 1595—1600 годах Аннибале Карраччи в сотрудничестве с братом Агостино и учениками Джованни Ланфранко и Доменикино.
Темой этого знаменитого цикла фресок, кульминацией которого является сцена, изображающая «Триумф Вакха и Ариадны» в центре плафона, является «Любовь богов». Согласно более поздней гипотезе, эта композиция была создана для празднования свадьбы герцога Пармского Рануччо Фарнезе, брата кардинала Одоардо, и Маргариты Альдобрандини, дочери племянникa папы Климента VIII. Иконографические источники для созданных братьями фресок («Триумф Вакха и Ариадны», «Меркурий и Парис», «Пан и Дианa», «Юпитер и Юнона») в основном можно найти в «Метаморфозах» Овидия, но полное аллегорическое значение цикла ещё не раскрыто полностью, за исключением общего прославления силы любви, которая всё побеждает (L’omnia vincit amor), включая судьбы богов.
Росписи в Палаццо Фарнезе принадлежат к числу самых значительных произведений художника. Они выполнены в «стиле Эмилии-Венето» (соединения художественных традиций Эмилии-Романьи и Венеции), несмотря на присутствие новых идей, взятых из античной скульптуры, а также от Корреджо, Тинторетто, Веронезе, Рафаэля и Микеланджело. Стремление подражать этим корифеям живописи весьма ярко ощущается в ранних произведениях Аннибале Карраччи. Две сцены в своде принадлежат Агостино. Фрески на стенах выполнены при участии помощников: Доменикино, Ланфранко, С. Бадалоккьо и Антонио Карраччи, вероятно, в период 1602—1604 годов. В дополнение к фресковому убранству Аннибале создал большой холст с изображением «Геркулеса на распутье», укреплённый на плафоне, где фигура героя отсылает к знаменитой статуе Геркулеса Фарнезского, тогда ещё находившейся во дворце (позже картина была удалена с первоначального места и ныне находится в музее Каподимонте в Неаполе).
На протяжении всей творческой жизни Карраччи писал пейзажи. Самые ранние из них обнаруживают влияние Никколо дель Абате и венецианской пейзажной живописи; в Риме Аннибале создал особенный тип монументального пейзажа, который впоследствии стал отправной точкой для «идеальных пейзажей» таких художников, как Доменикино, Никола Пуссен и Клод Лоррен. В разные периоды своей художественной деятельности Аннибале Карраччи выполнял гравюры в технике офорта (самая известная — Христос из Капраролы 1597 года), а в первые римские годы — гравюры на серебре.
Карраччи был меланхоликом и около 1605 года претерпел психическое расстройство, по объяснениям биографов, из-за неожиданно низкого гонорара (500 скуди), полученного за фрески в галерее Фарнезе.
В 1602 году Аннибале Карраччи получил заказ на оформление капеллы Эррера римской церкви Сан-Джакомо-дельи-Спаньоли (позднее сохранившиеся части фресок были переданы Национальному музею искусства Каталонии в Барселоне, а некоторые — Музею Прадо в Мадриде). Однако начиная с 1605 года жестокие ревматические боли лишили художника возможности заниматься живописью. В марте 1605 года он серьёзно заболел и, похоже, недостаточно выздоровел, чтобы возобновить работу. В 1606 году он покинул Палаццо Фарнезе и жил в приходе Сан-Лоренцо-ин-Лучина в Риме. В последние годы большую часть работ в его мастерской выполняли помощники, иногда по его рисункам. Начиная с 1595 года Аннибале выезжал из Рима только дважды: ненадолго в 1602 году, когда он ездил в Эмилию-Романью, вероятно, на похороны Агостино; и в начале лета 1609 года, когда он в сопровождении живописца Б. Алоизи совершил короткую поездку в Неаполь, оказавшуюся вредной для его здоровья.
Несмотря на всеобщее признание, Аннибале Карраччи скончался в возрасте сорока девяти лет в нищете в Риме 15 июля 1609 года и был похоронен в соответствии с его предсмертной просьбой в римском Пантеоне, рядом с могилой Рафаэля.
В Санкт-Петербургском Эрмитаже хранятся пять картин Аннибале Карраччи: «Оплакивание Христа», «Автопортрет», «Святые жёны у гроба», «Отдых на пути в Египет» и «Вечерний пейзаж с рыбаками».

## Оценки творчества
Аннибале является самым значительным представителем художественного семейства Карраччи. Влияние выработанного им римского стиля и школы, продолжавших и развивавших традиции искусства Рафаэля и рафаэлесков, продолжалось в течение двух столетий после его смерти. Карраччи уделял особое внимание типично флорентийскому линейному рисунку и «осязательному чувству формы» (по Г. Вёльфлину), примерами которых являются рисунки и фрески Рафаэля и Андреа дель Сарто. Интерес к «мерцающему колориту» заимствован у венецианских художников, в частности, Тициана, произведения которого Аннибале и Агостино изучали во время своих путешествий по Италии в 1580—1581 годах по указанию старшего Лодовико Карраччи. Этот эклектизм стал в дальнейшем определяющей чертой художников эмилианской или болонской школы барокко.
«В отличие от бесплодных результатов позднего маньеризма, Аннибале предложил восстановить великую традицию итальянской живописи шестнадцатого века, преуспев в оригинальном синтезе многих школ позднего Возрождения: Рафаэль, Микеланджело, Корреджо, Тициан и Веронезе — все авторы, оказавшие значительное влияние на творчество Карраччи. Возрождение и в то же время модернизация этой великой традиции вместе с возвращением подражания действительности составляют основу его искусства. Вместе с Караваджо и Рубенсом он заложил основы для рождения живописи барокко, одним из благородных отцов которой он был».
Однако критики последующих эпох подчёркивали отсутствие в произведениях Карраччи действительного, непосредственного чувства. Религиозные композиции Аннибале Карраччи являются точным отражением сентиментальной набожности его времени. Главный представитель прославленного некогда «второго ренессанса» в последующие годы казался скучным и банальным. «Такова странная судьба художественных вкусов и симпатий, — писал П. П. Муратов, — От всеобщего признания и поклонения мы внезапно перешли к решительному отрицанию и полному равнодушию. Художники, которые сто лет тому назад считались в избранном числе величайших и знаменитейших мастеров, не вызывают теперь ни в ком ни восторгов, ни даже внимания… Причиной этого был сознательный и программный эклектизм болонской Академии».

## Галерея

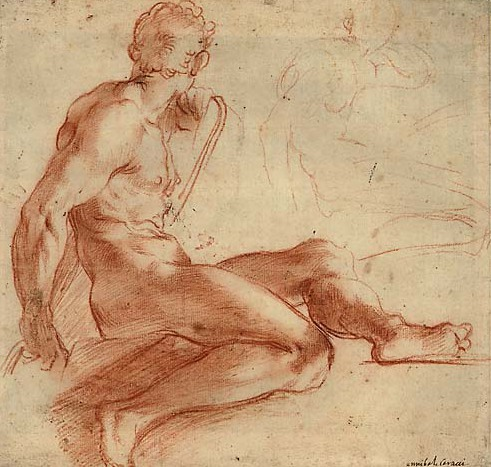
Штудия обнажённой натуры. Бумага, сангина
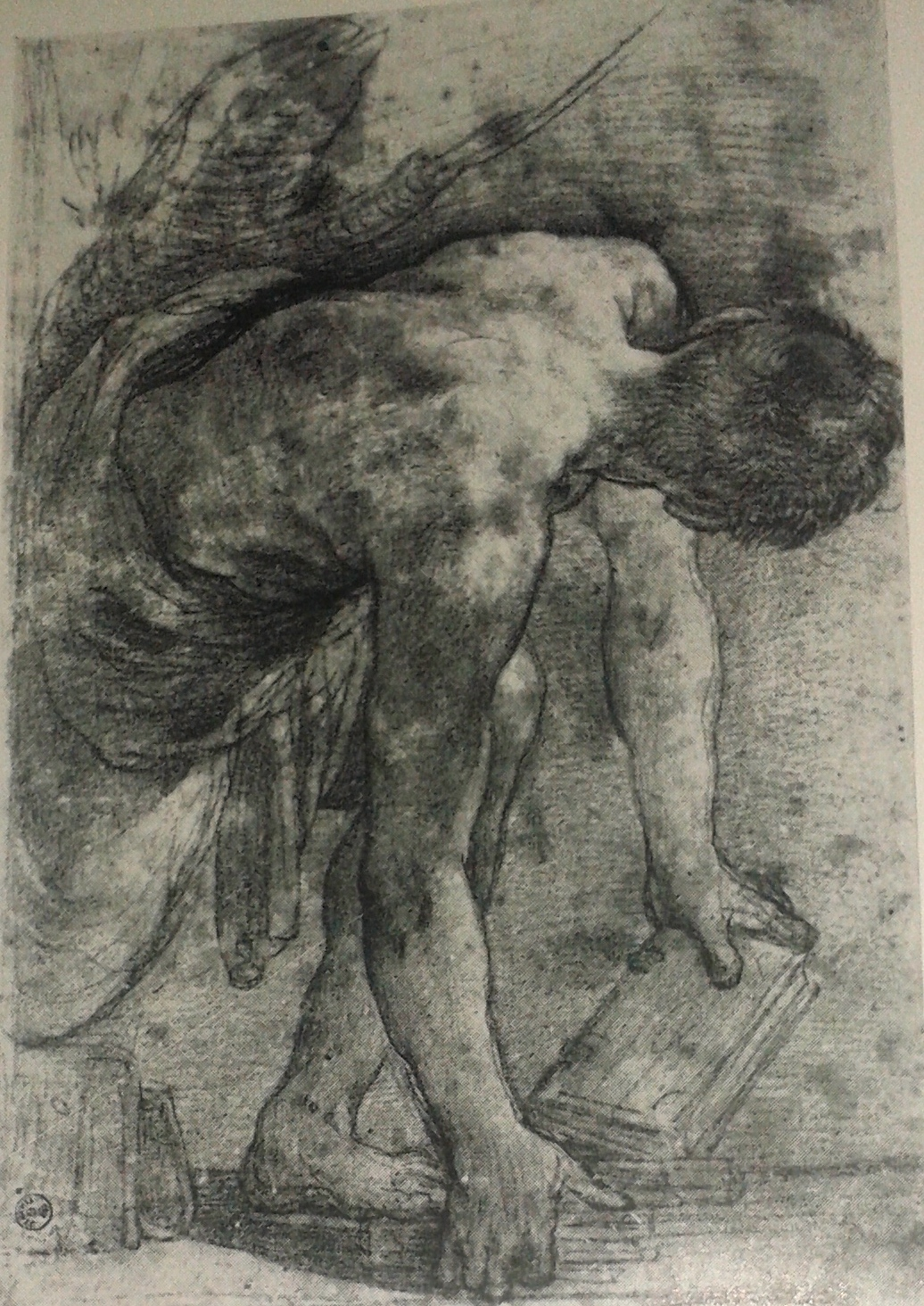
Подготовительный рисунок к фреске "Истории основания Рима" в Палаццо Маньяни, Болонья. 1590. Картон, уголь. Уффици, Флоренция
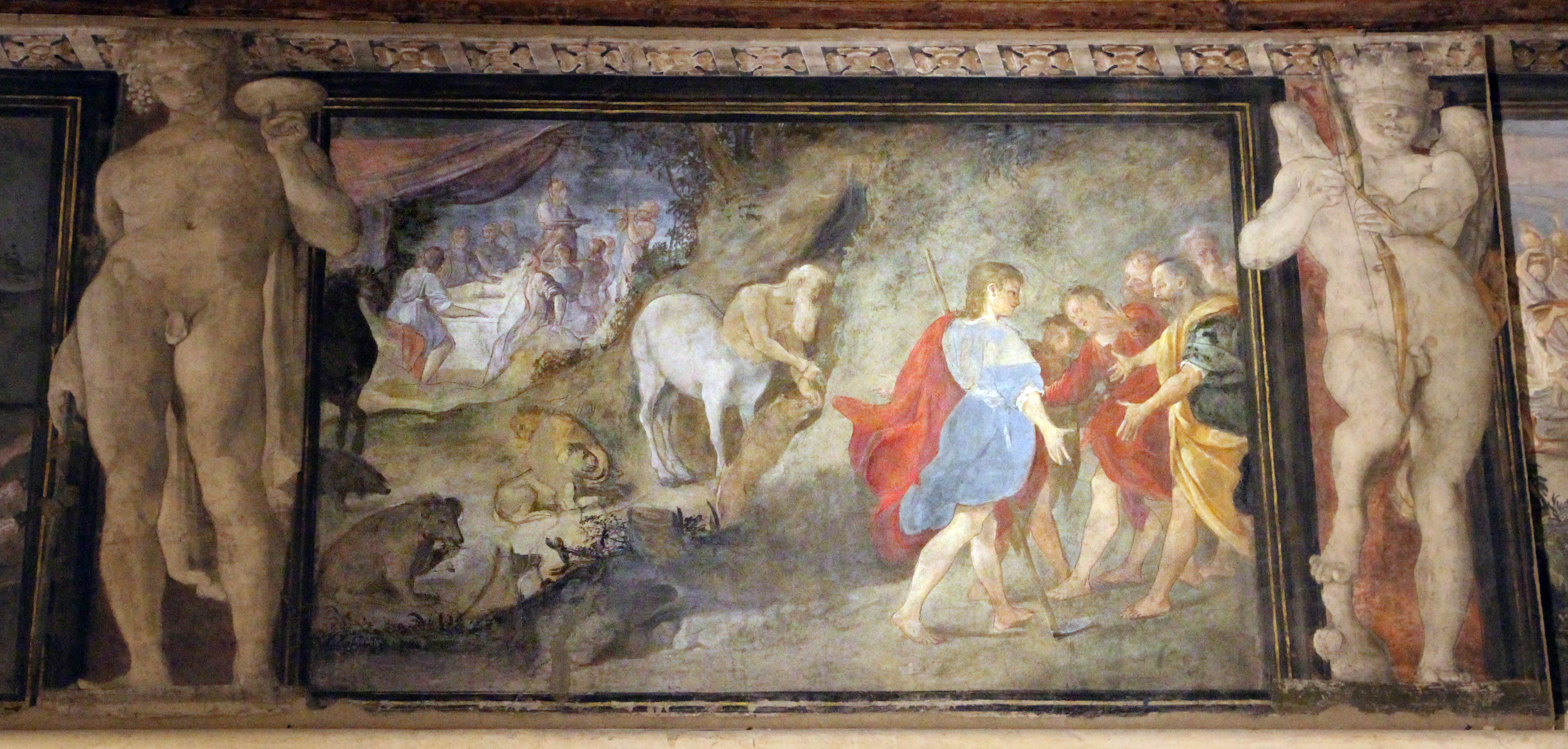
История Ясона и Медеи. Деталь фриза. Фреска. 1584. Палаццо Фава, Болонья
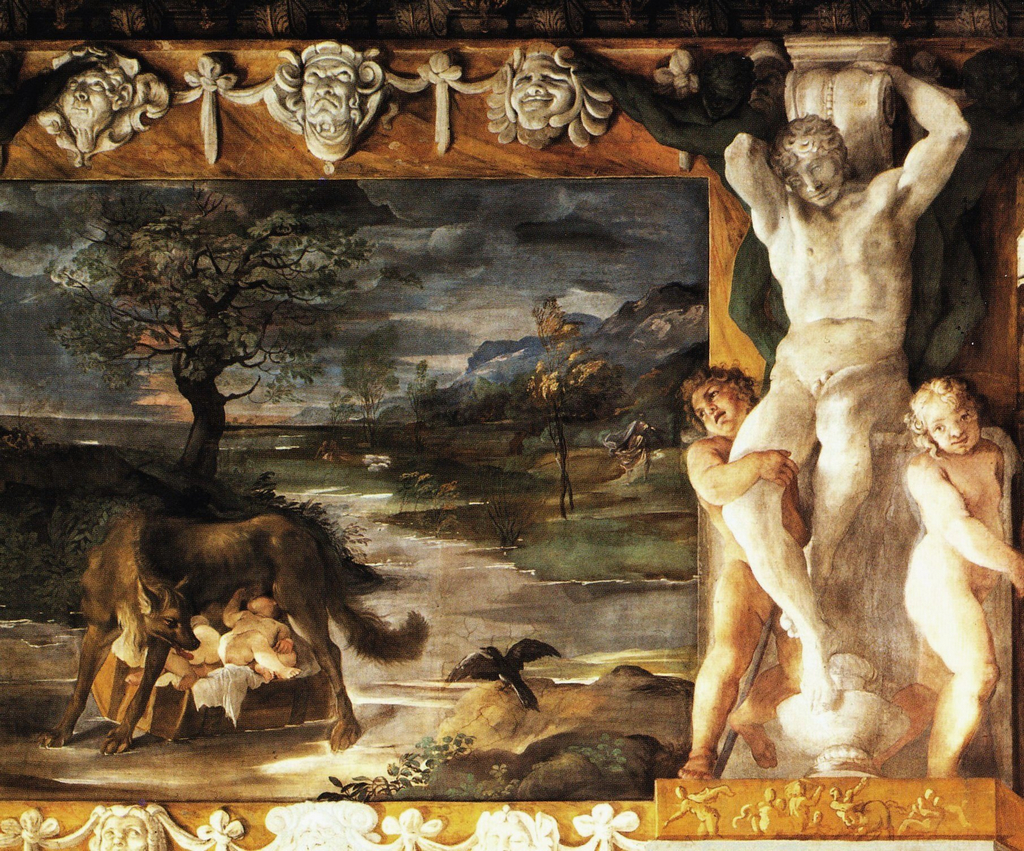
История Рима. Капитолийская волчица вскармливает Ромула и Рема. 1590. Фреска. Палаццо Маньяни, Болонья
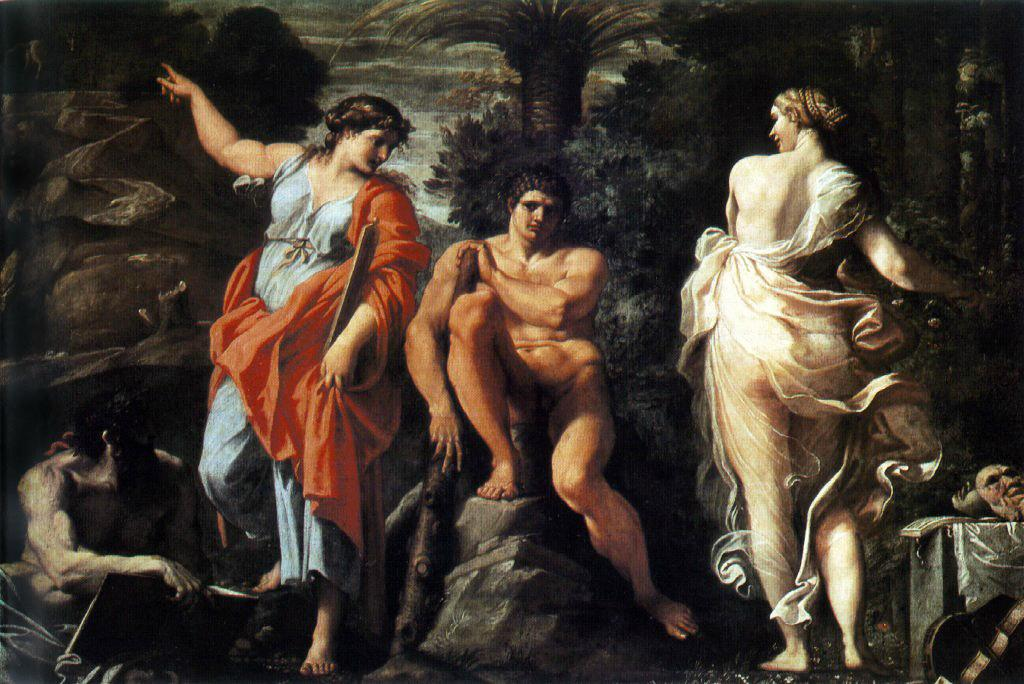
Геркулес на распутье. 1596. Холст, масло. Национальные музей и галерея Каподимонте, Неаполь.
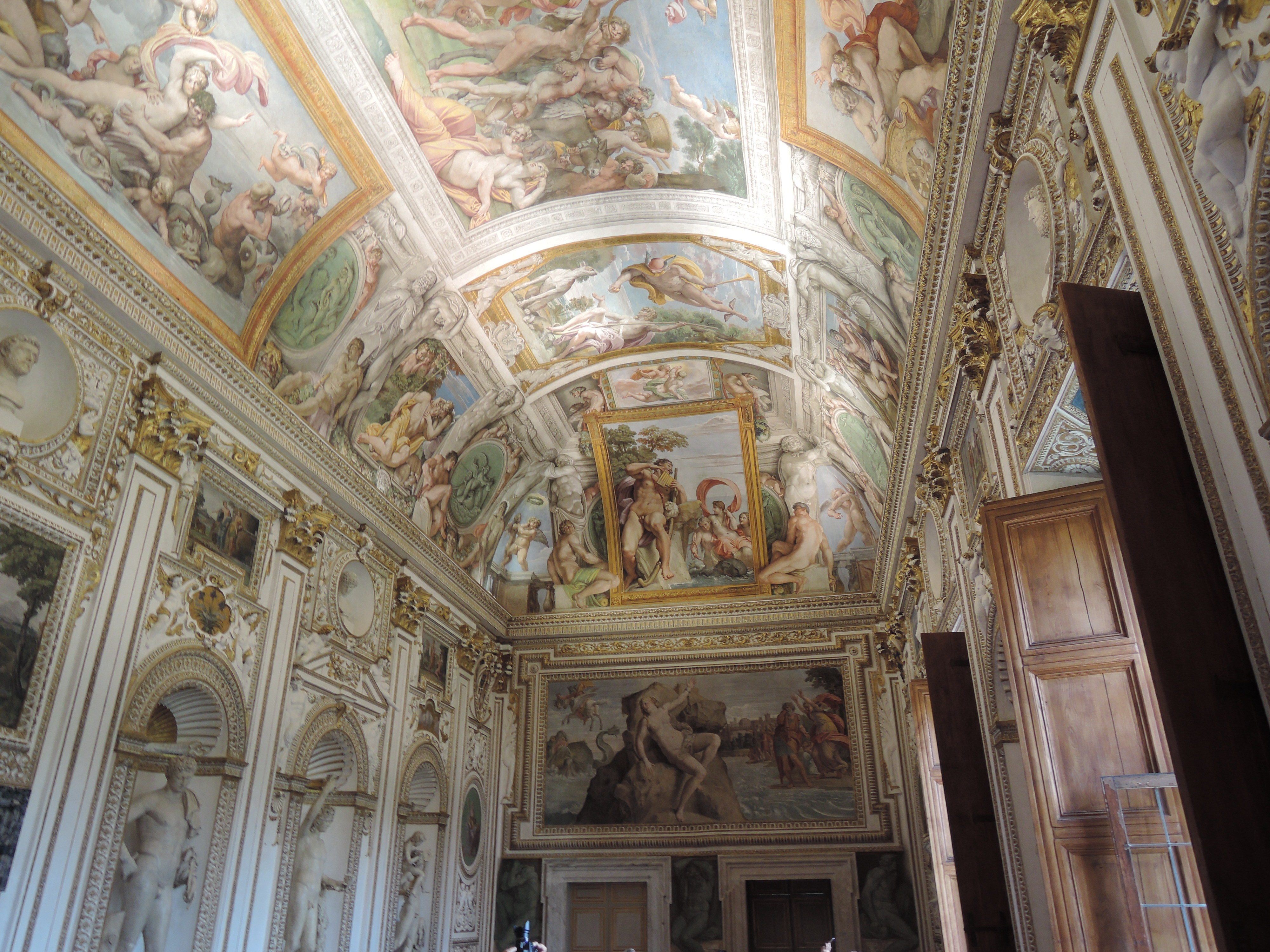
«Галерея Фарнезе». Палаццо Фарнезе, Рим
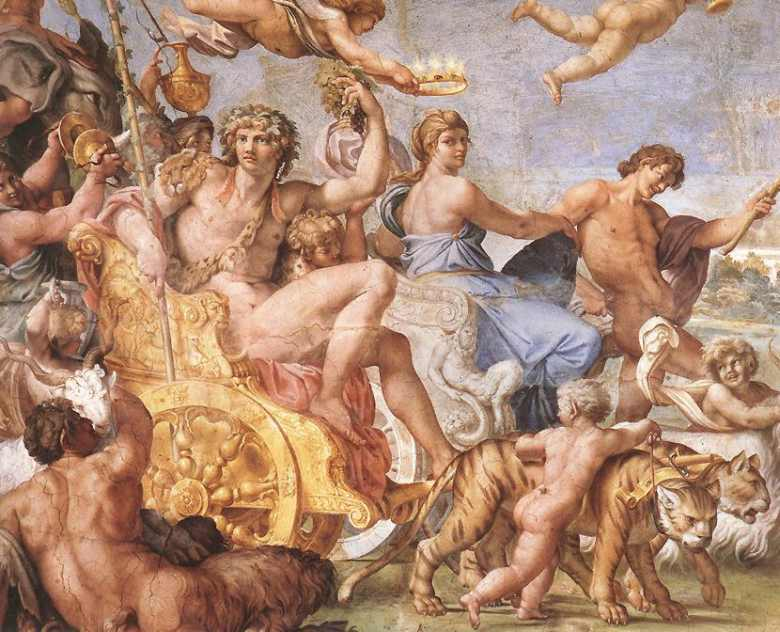
Триумф Вакха и Ариадны. 1595—1600. Деталь росписи плафона Палаццо Фарнезе, Рим
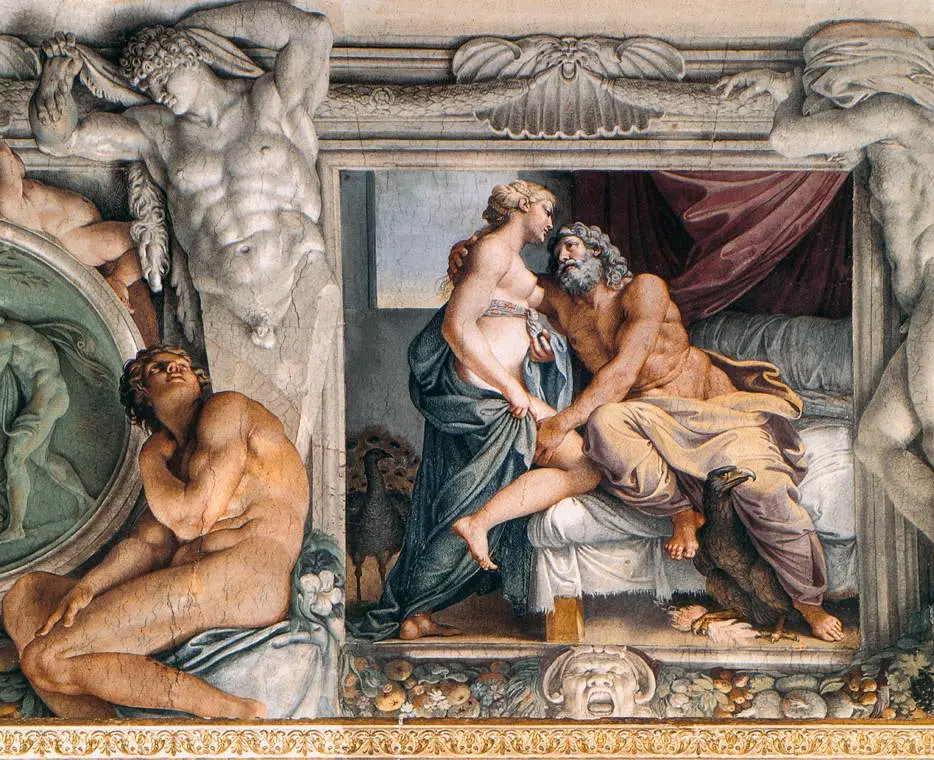
Юпитер и Юнона. Деталь росписи плафона Палаццо Фарнезе, Рим